# Lia Foun

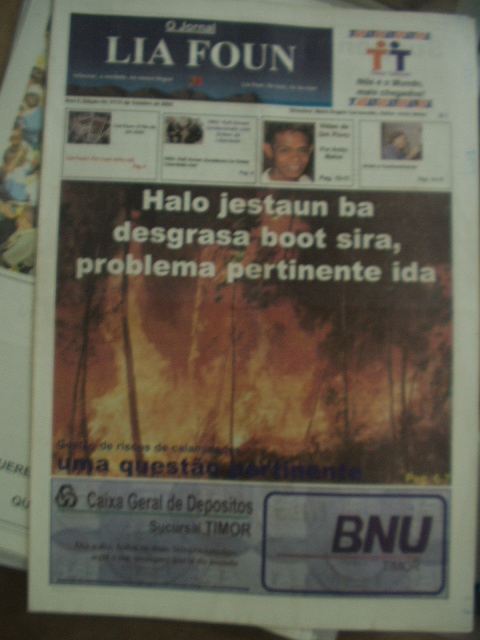
Último número do jornal Lia Foun

Lia Foun foi um jornal semanário timorense pioneiro por ser integralmente bilíngue, isto é, todo e qualquer texto era publicado em duas línguas: o tétum e o português. Considerado unanimemente como um jornal de grande qualidade, que estava mostrando uma nova forma de fazer jornalismo no Timor-Leste, acabou por deixar de ser publicado por falta de apoios institucionais das estruturas que fazem cooperação com o Timor na área da promoção da língua portuguesa. Foi fundado por Vasco Carrascalão e se publicou entre Março e Outubro de 2005.
Teve, como colaboradores, Hércus dos Santos, Icha Meiliana Bossa, Anito Matos, Rosely Forganes, João Paulo T. Esperança, Emília Almeida de Araújo e Zacarias da Costa, entre outros.
Nas suas páginas, aparecia, semanalmente, um curso de português em língua tétum intitulado Mai ita aprende portugés ho Emília.